# Jean Dominique
Jean Dominique était aussi le pseudonyme de Marie Closset (1873-1952) poétesse belge.
Jean  Léopold Dominique, né le 30 juillet 1930 à Port-au-Prince en Haïti et mort le 3 avril 2000 dans cette même ville, est un journaliste haïtien. Il a été l'une des premières personnes en Haïti à diffuser des émissions de radio en créole haïtien, la langue parlée par la majorité de la population. Ayant dû fuir le pays à deux reprises quand sa vie a été menacée, il est toujours revenu dans son pays natal, pour lutter contre les dictatures et régimes autoritaires en place, jusqu'à son assassinat en 2000, crime pour lequel personne n'a jamais été poursuivi.

## Biographie
Septième d'une famille de huit enfants, Jean  Léopold Dominique étudie l'agronomie en Haïti, puis part compléter sa formation à l'Institut national agronomique (INA), à Paris dans les années 1950. Là-bas, il découvre le cinéma et tout son potentiel d'outil politique.
Il entre dans une relation amoureuse avec une étudiante guadeloupéenne, Maryse Boucolon (plus connue sous son futur nom d'écrivaine, Maryse Condé), qu'il abandonne à Paris alors qu'elle est enceinte. De cette union naît son unique fils, Denis Boucolon,.
De retour en Haïti, Jean Dominique fonde le premier ciné-club du pays et incite les intellectuels à créer un cinéma national. Parallèlement, il commence à travailler à radio Haïti-Inter. Deux ans après sa première collaboration au média, le propriétaire de la radio lui propose de racheter la radio. Commence alors une grande aventure, qu'il mènera jusqu'à la fin de sa vie. Peu à peu, il parvient à échapper à la censure du pouvoir, pour offrir au peuple haïtien une information libre et en créole. Son combat, que sa femme Michèle Montas partage, aide le pays à se révolter contre la dictature des Duvalier, Papa doc et son fils Baby Doc. Néanmoins, il est forcé, pour sauver sa vie, de s'exiler à plusieurs reprises, au Nicaragua et à New York aux États-Unis.
Après un retour triomphal en Haïti en 1986, Jean Dominique soutient avec passion, dans un premier temps, Jean-Bertrand Aristide. Aristide est élu en 1990, mais un coup d'État mené par Raoul Cédras le renverse, et contraint Jean Dominique et sa femme à un second exil. De retour en 1994 en Haïti, après le départ de Raoul Cédras sous la pression de l'administration Clinton, Jean Dominique reprend Radio Haïti-Inter, mais ne soutient plus la politique du parti Lavalas de Jean-Bertrand Aristide dont les dérives graves s'accumulent. Outre ses critiques envers certains hommes politiques, il dirige ses propos contre des hommes d'affaires corrompus, parfois liés au trafic de drogue, et contre la politique des États-Unis qu'il accuse de vouloir en finir avec Lavalas. Ses critiques virulentes le mettront, ainsi que Michèle Montas, en danger de mort, avec un contrat de 60 000 $ sur leurs têtes dans un pays soumis à la violence.
Il est assassiné devant les locaux de la radio le 3 avril 2000. Les assassins, dont les commanditaires sont soupçonnés d'appartenir au parti Lavalas, n'ont jamais été identifiés. Après le renversement d'Aristide, parfois accusé en dépit de l'absence de preuve d’être le commanditaire de cet assassinat, plus de cent cinquante des cent quatre-vingt-dix pièces du dossier disparaissent.
Michèle Montas reprend le combat de Jean Dominique et la radio, mais doit définitivement s'exiler en 2003 après une nouvelle tentative d'assassinat.
Sa fille Jan J. Dominique raconte, dans son roman Mémoire errante (2008, Remue-ménage et Mémoire d'encrier), les évènements qui ont fait suite au décès de Jean Dominique, dont l'exil qu'elle a dû vivre avec sa belle-mère, Michèle.

## Hommage
Le réalisateur américain Jonathan Demme a réalisé un documentaire, L'Agronome (2003), consacré à la vie de Jean Dominique.